# Jan Dose

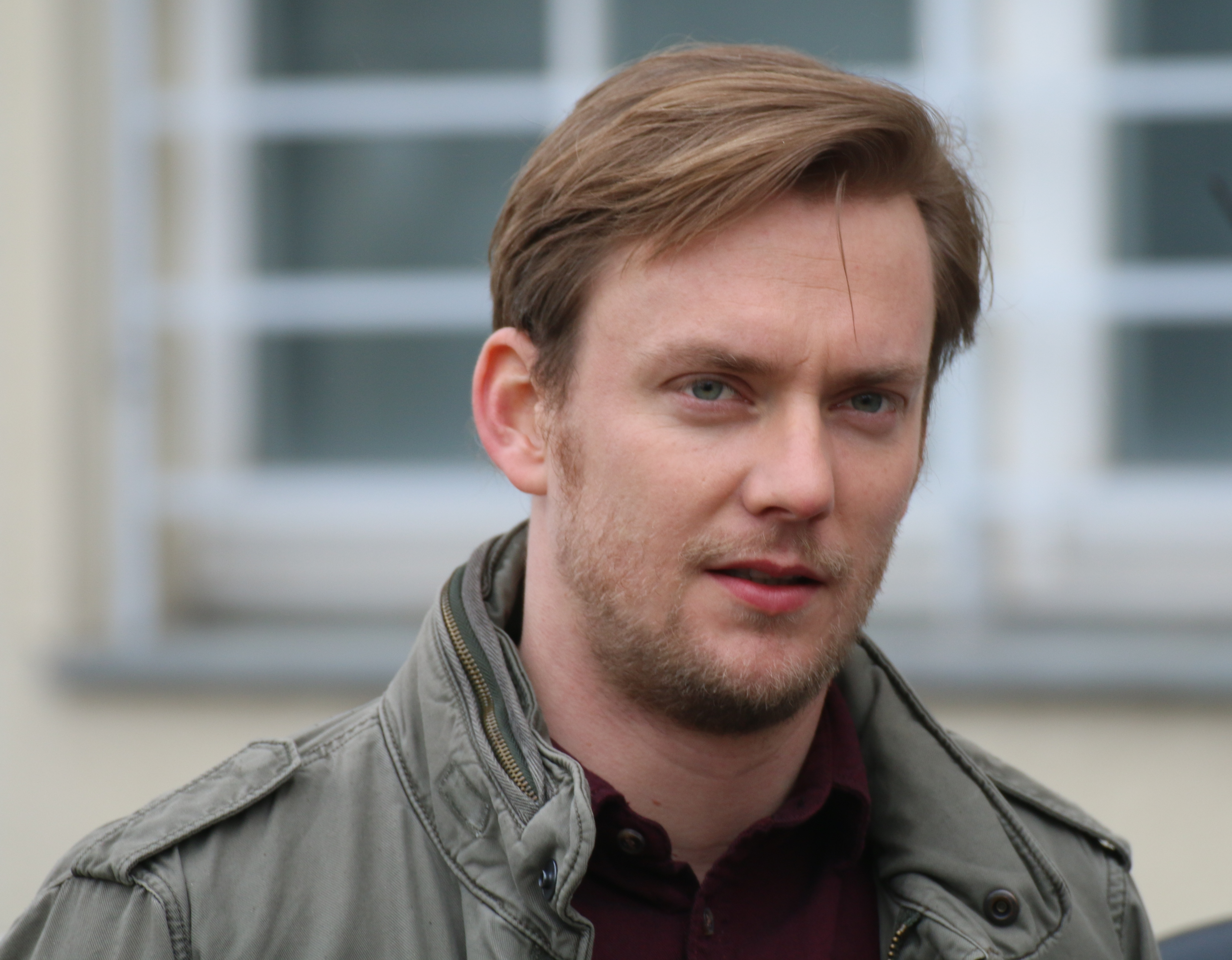
Jan Dose (2016)

Jan Dose (* 10. Mai 1985 in Berlin; bürgerlich Jan Fisch-Dose) ist ein deutscher Schauspieler.

## Leben
Jan Dose wuchs nahe Dresden auf und machte 2004 am Luisenstift-Gymnasium Radebeul Abitur. Nach Abschluss des Zivildienstes studierte er ab 2005 an der Hochschule für Film und Fernsehen „Konrad Wolf“ in Potsdam und schloss 2009 als Diplom-Schauspieler ab.
Bereits während des Studiums war er als Gast am Hans Otto Theater Potsdam tätig, wo er in der Spielzeit 2009/2010 als festes Ensemblemitglied aufgenommen wurde. Während seines Engagements (2009–2012) gab er sein Kinodebüt in Jo Baiers Historienfilm Henri 4 und sein Fernsehdebüt in einer Folge der Reihe Polizeiruf 110: Die verlorene Tochter an der Seite von Maria Simon und Horst Krause. Es folgten weitere Auftritte in Andreas Kleinerts Kinofilm Barriere, in dem ARD-Film Im Schatten des Pferdemondes und in dem Kinofilm The Final Fax, wo er den Satiriker Martin Sonneborn verkörperte.
Im Theater spielte er unter anderem den Paris in Shakespeares Romeo und Julia, inszeniert von Bruno Cathomas, den Reverend Hale in Arthur Millers Hexenjagd, inszeniert von Ingo Berk, sowie den Santing in Heinrich von Kleists Die Familie Schroffenstein, inszeniert von Markus Dietz.
Seit dem Sommer 2012 ist er als freiberuflicher Schauspieler tätig und war bis 2014 als Kriminalkommissar Robert Bähr in der ZDF-Krimiserie Die Garmisch-Cops präsent. 2013 war er in Matthias Schweighöfers Film Schlussmacher zu sehen und hatte einen Auftritt in einer Episodenhauptrolle in der ARD-Serie Der Dicke. Im selben Jahr spielte er eine Szene in dem dänischen Kriegsfilm 9. April – Angriff auf Dänemark, der im März 2015 in Kopenhagen Premiere hatte. Im selben Jahr übernahm er eine Rolle in der 9. Episode der 5. Staffel der amerikanischen Serie Homeland sowie die durchgehende Rolle des Jakob Böhme in der ARD-Reihe Wolfsland an der Seite von Yvonne Catterfeld, Götz Schubert und Andreas Schmidt. Es folgten Gastauftritte in den Serien Rosenheim Cops und In aller Freundschaft die jungen Ärzte.
2016 folgte eine durchgehende Rolle in der 2017 von RTL produzierten Fernsehserie Jenny – echt gerecht sowie ein Gastauftritt im Münsteraner Tatort Fangschuss. 2017 übernahm er Rollen in den Fernsehserien Heldt, Notruf Hafenkante und In aller Freundschaft. In den Jahren 2018 und 2019 war er in so bekannten Serienformaten wie Tatort Münster, Soko Köln oder Familie Dr. Kleist zu sehen. Auch tritt er nach wie vor in seiner Rolle als Jakob Böhme in der Fernsehreihe Wolfsland in Erscheinung.
Jan Dose ist mit der Schauspielerin Juliane Fisch verheiratet, sie haben zwei gemeinsame Kinder und leben in Leipzig.

## Filmografie (Auswahl)
- 2008: 5 Sterne
- 2010: Im Schatten des Pferdemondes
- 2010: Henri 4
- 2010: Barriere
- 2010: The Final Fax (Kurzfilm)
- 2011: Polizeiruf 110: Die verlorene Tochter (Fernsehreihe)
- 2012–2014: Die Garmisch-Cops (Fernsehserie, 22 Folgen)
- 2013: Schlussmacher
- 2015: 9. April – Angriff auf Dänemark
- 2015: Homeland (Fernsehserie, Folge Der Mann im Käfig)
- 2015: Die Rosenheim-Cops (Fernsehserie, Folge Auch Überflieger stürzen ab)
- 2016: In aller Freundschaft – Die jungen Ärzte (Fernsehserie, Folge Schwierige Patienten)
- seit 2016: Wolfsland (Fernsehreihe)
  - 2016: Ewig Dein
  - 2016: Tief im Wald
  - 2018: Der steinerne Gast
  - 2018: Irrlichter
  - 2019: Das heilige Grab
  - 2019: Heimsuchung
  - 2020: Kein Entkommen
  - 2020: Das Kind vom Finstertor
  - 2021: Die traurigen Schwestern
  - 2022: 20 Stunden
  - 2023: Das schwarze Herz
- 2017: Tatort: Fangschuss (Fernsehreihe)
- 2017: Jenny – echt gerecht (Fernsehserie, 3 Folgen)
- 2017, 2025: In aller Freundschaft (Fernsehserie, Folgen Fehler im System, Alles auf null)
- 2018: Notruf Hafenkante (Fernsehserie, Folge Schwiegermuttermonster)
- 2018: Heldt (Fernsehserie, Folge Elefant vergisst nicht)
- 2018: SOKO Köln (Fernsehserie, Folge Tod des Feminismus)
- 2018: Familie Dr. Kleist (Fernsehserie, Folge Unerträglich)
- 2018: Die Hälfte der Welt gehört uns – Als Frauen das Wahlrecht erkämpften (Dokudrama)
- 2019: SOKO Wismar (Fernsehserie, Folge Mundraub)
- 2019: Tatort – Lakritz
- 2021: Letzte Spur Berlin (Fernsehserie, 2 Folgen)
- 2021: In aller Freundschaft – Die Krankenschwestern (Fernsehserie, Folge Glücklich – Unglücklich)
- 2021: SOKO Leipzig (Fernsehserie, Folge Betrogen)
- 2022: Krauses Weihnacht

## Hörspiele
- 2008: Dunja Arnaszus: Zeppelini – Regie: Ulrich Gerhardt (RBB/DLF)
- 2009: Hans Henny Jahnn: Armut, Reichtum, Mensch und Tier (Deutschlandradio Kultur / Hochschule für Film und Fernsehen Konrad Wolf)
- 2016: Dunja Arnaszus: Der Richtige – Regie: Dunja Arnaszus (MDR)

## Trivia
- Jan Dose ist Ehrenkommissar des Freistaates Bayern.
- Dose ist gelernter Barkeeper und mixt gelegentlich in der Bochumer Szenebar „Pearlz“.